# La Fontaine (Indiana)
La Fontaine è un comune degli Stati Uniti d'America, situato nello Stato dell'Indiana, nella contea di Wabash.